# 卡尔·埃米尔·佩特森
卡尔·埃米尔·佩特森（1875年10月23日—1937年5月12日）是一位瑞典水手，1904年因海难流落到今巴布亚新几内亚的塔巴尔岛上，最后一度成为岛上的酋长。

## 早年生平
卡尔·埃米尔·佩特森是卡尔·威廉和约翰娜·佩特森的六个孩子之一。他的父亲卡尔·威廉后来离家出走，下落不明。卡尔于1892年左右开始作为水手出海。在1898年左右，他来到了德属新几内亚的俾斯麦群岛，在那里他为总部位于科科波的一家德国贸易公司Neuguina Compagnie工作。

## 海难
1904年圣诞节，卡尔·埃米尔·佩特森所乘的船只在新爱尔兰省塔巴尔岛附近沉没。佩特森最后流落到塔巴尔岛上，被当地土著抓住并带到了酋长面前。之后酋长的女儿辛多爱上了他，并在1907年与其结婚。之后佩特森开始在当地创建椰子种植园，开展椰子干贸易。他在当地人中的绰号是“强壮的查理”，他确实以身强力壮著称。瑞典报纸刊登了一系列关于佩特森和他的冒险故事。

## 晚年

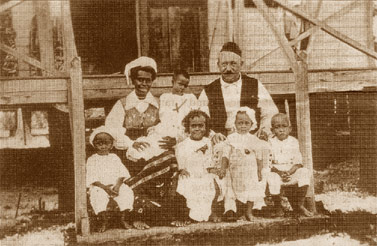
佩特森和他的家人，约1918年

卡尔·埃米尔·佩特森的经营很成功，他又在辛贝里岛和利希尔群岛上增建了新的种植园。佩特森尊重当地的风俗习惯，并对员工表现出关心，这在当时是不寻常的。因此，他很受当地人欢迎。他与辛多的婚姻生育有九个孩子，其中一个孩子在婴儿时期就去世了。1921年，他的妻子死于产褥热。
1922年，佩特森回到瑞典，部分原因是为了寻找一位能照顾孩子的新妻子。在那里，他还拜访了他在南太平洋结识的老朋友比尔格·莫纳（Birger Mörner）。随后，他结识了杰西·路易莎·辛普森；他们一起回到塔巴尔岛，1923年在那里结婚。佩特森不在时，种植园已经衰落，接近破产。此外，他和妻子都患有疟疾。佩特森费力地重建了他的种植园，但糟糕的投资和不断恶化的市场环境使其难以恢复。
然而，佩特森确在辛贝里岛发现了一处金矿，多年来他一直对此保密。如今，塔巴尔群岛拥有世界上最大的金矿床之一。他的命运发生了变化，他决定离开这个岛。他的妻子杰西提前前往澳大利亚就医，然后返回瑞典。1935年5月19日，她因疟疾和癌症在斯德哥尔摩去世。佩特森的健康状况也恶化了。
佩特森于1935年离开塔巴尔，但从未返回瑞典。1937年5月12日，他在澳大利亚悉尼死于心脏病。

## 流行文化
卡尔·佩特森被认为是阿斯特丽德·林格伦儿童文学作品《长袜子皮皮》中皮皮的父亲埃夫拉伊姆·长袜子的灵感来源。2012年，电影编剧乔恩·罗辛·詹森（Jorn Rossing Jensen）报道称，瑞典制片人米里贾姆·约翰森（Mirijam Johansson）在戛纳宣布，她已获得《埃夫拉伊姆·长袜子》（Efraim Longstocking）和《食人公主》（the Cannibal Princess）的版权。

## 延伸阅读
- Langer, Joakim; Regius, Hélena. . Stockholm: Forum. 2002. ISBN 978-9137120256 （Swedish）.
- Langer, Joakim; Regius, Hélena; von Nike (tr. from Swedish), Karen Müller. . München. 2004. ISBN 978-3471780978 （German）.

## 备注
1. ↑  按照《世界人名翻译大辞典》中的翻译，“Pettersson”在瑞典语中应译为“彼得森”。
2. ↑   註: